# هاکی زیر آب

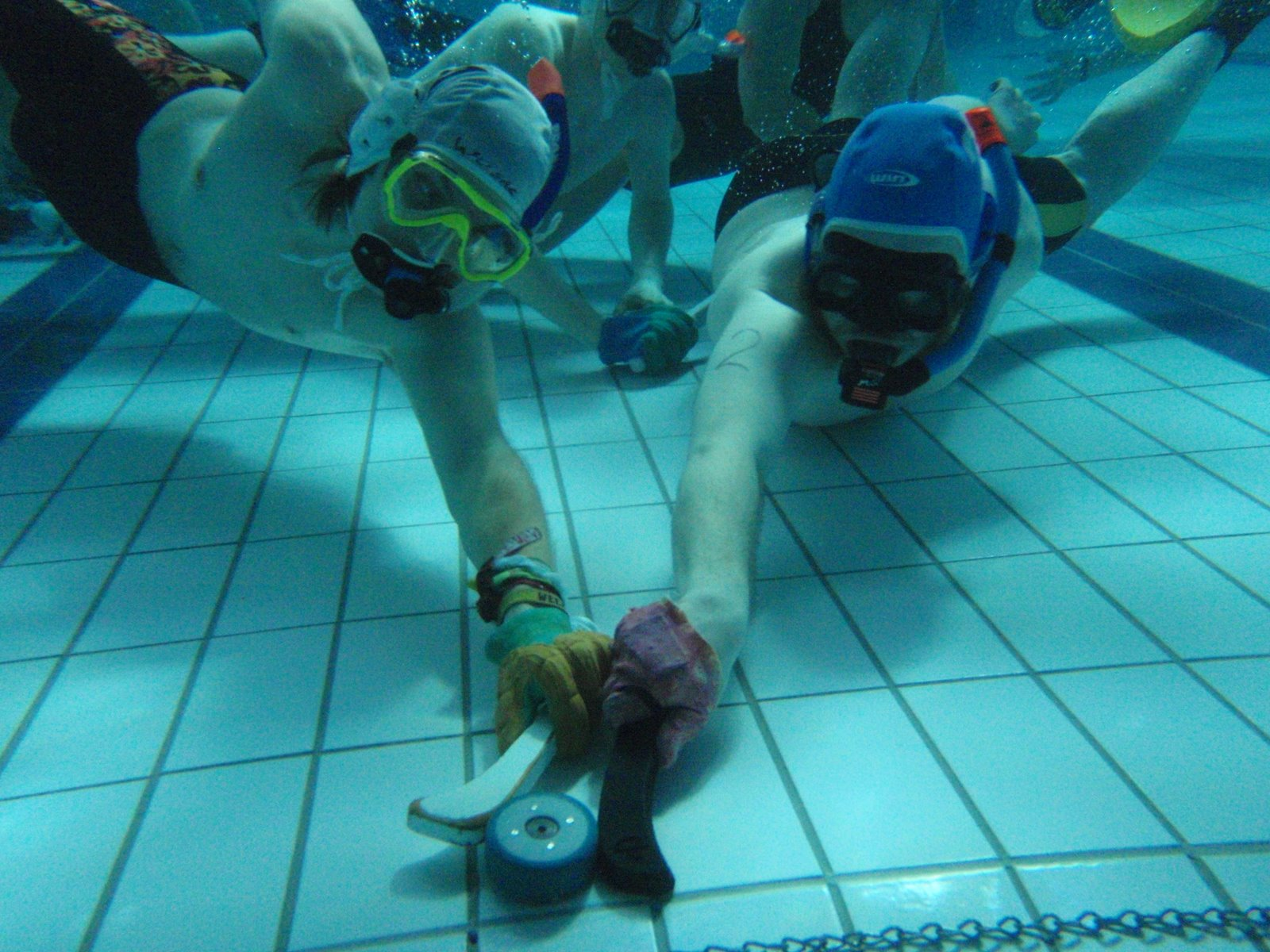
یک بازی هاکی زیر آب

هاکی زیر آب (به انگلیسی: Underwater hockey) ورزشی از دسته ورزش‌های هاکی می‌باشد . در این ورزش دو تیم که به وسایلی همچون ماسک و لوله تنفسی و همچنین دستکش و آلتهای پلاستیکی خاص مجهز هستند تا توپ مورد نظر (مشابه توپ هاکی روی یخ) را در کف استخر حرکت داده و به دروازه حریف برسانند. در این ورزش ۲ تیم ۶ تایی در عمق ۶ تا ۸ فوت آب به رقابت می پردازند قوانین این ورزش اولین بار در سال ۱۹۵۴ در انگلستان ابداع شد.